# Klubi Sportiv Tërbuni Pukë

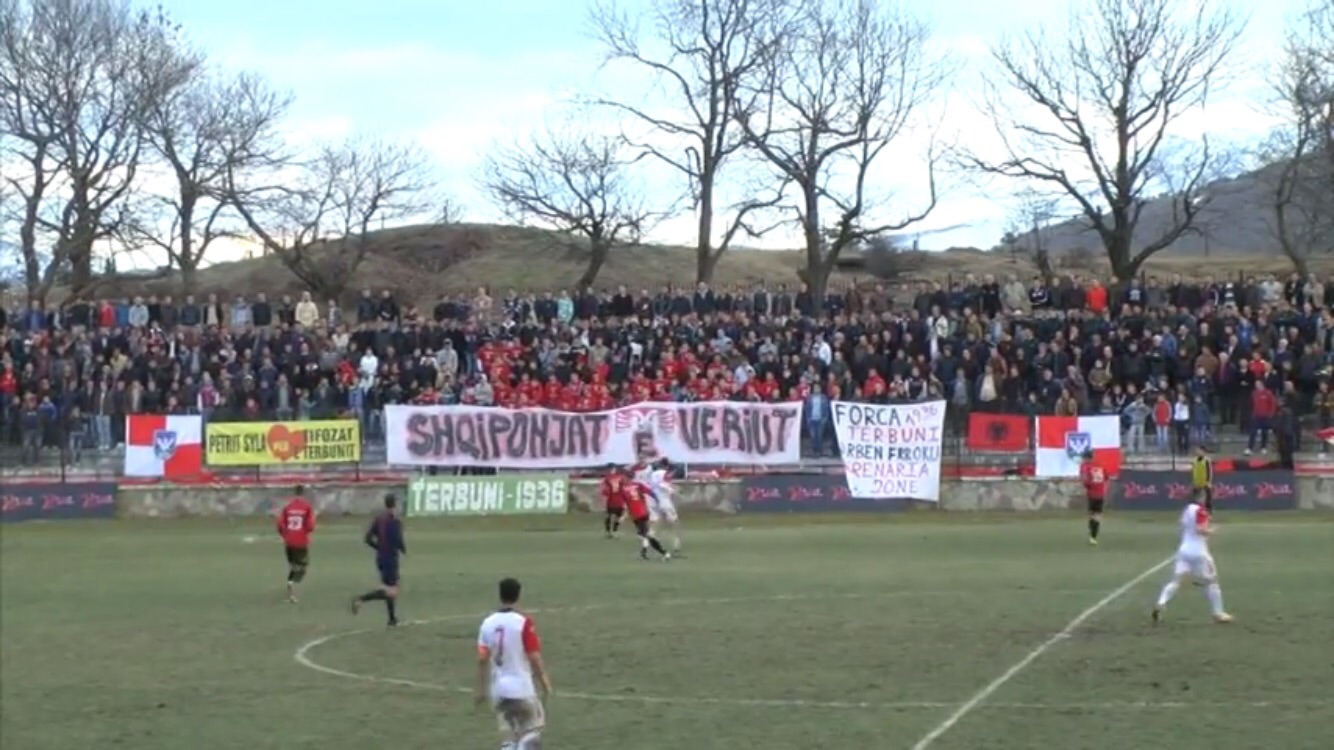
El Ismail Xhemali Stadium en la temporada 2014–15.

El Klubi Sportiv Tërbuni Pukë es un equipo de fútbol de Albania que juega en la Kategoria e Dytë, la tercera división de fútbol del país.

## Historia
Fue fundado en el año 1939 en el distrito de Pukë y ha jugado en la Kategoria Superiore en 1 temporada y nunca ha ganado algún título importante en su historia.

## Palmarés
- Kategoria e Parë Grupo A: 1

2014/15
- Kategoria e Dytë: 1

2018/19
- Kategoria e Dytë Grupo A: 1

2018/19